# 利应侯庙
37°17′08″N 112°16′09″E / 37.28556°N 112.26917°E
利应侯庙位于中国山西省平遥县襄垣乡郝洞村镇国寺西侧，相距不足100米，是奉祀春秋时代晋国大夫狐突的庙宇，2006年被列为第六批全国重点文物保护单位。
利应侯庙始建年代不详，现仅存正殿，为元代建筑。正殿坐北朝南，台基高1米，前有月台，面阔三间，进深四椽，悬山顶，前檐斗栱为四铺作单抄，梁架为平梁、三椽栿叠置，殿内有元代彩塑九尊。
- 正面围墙外
- 东侧面围墙外
- 西北侧围墙外
- 西北侧围墙外